# Тичко Орест Богданович
Оре́ст Богда́нович Тичко́ — український тренер з веслування на байдарках і каное, заслужений тренер України (2017), заслужений працівник фізичної культури і спорту України (2019).

## З життєпису
Тренер-викладач з велоспорту. Місце роботи — навчально-спортивна база літніх видів спорту Міністерства оборони України у місті Львів. Також тренує в КДЮСШ ім. Ю. Кутенка (вулиця Клепарівська).
Серед вихованців — Клімченко Тетяна Ігорівна та Соловей Ганна Миколаївна.